# Муталлимова, Фирангиз Бахар кызы
 Фирангиз Бахар кызы Муталлимова (азерб. Firəngiz Bəhər qızı Mütəllimova; род. 1 мая 1959, Агджабеди) — азербайджанская актриса, Народная артистка Азербайджанской Республики, лауреат Президентской пенсии (2019).

## Жизнь и деятельность
Фирангиз Бахар кызы Муталлимова родилась 1 мая 1959 года в Агджабединском районе. В 1976 году поступила на факультет драмы и кино Азербайджанского государственного художественного института и окончила его в 1980 году. В том же году актрису взяли в Азербайджанский академический национальный драматический театр. С самого первого дня ей были поручены ответственные роли и раскрылись ценные оттенки её таланта.
Фирангиз Муталлимова, эффективно работающая в театре, также участвовала в телевизионных постановках.
После трехлетнего перерыва актрису вновь приняли в труппу Академического театра в 1996 году. За короткое время она была включена в несколько спектаклей репертуара и сыграла роли в новых произведениях. Гёзяль («Меч и перо», Мамед Саид Ордбади), Гумрал («Алигулу женится», Сабит Рахман), Бяйим («Хуршидбану Натаван», Ильяс Эфендиев), Айнур («В хрустальном дворце», Ильяс Эфендиев), Мяляк («Наша наша странная судьба», Ильяс Эфендиев), Гульназ («Песня осталась в горах», Ильяс Эфендиев), Гульрух («Шейх Хиябани», Ильяс Эфендиев), Гульназ («Одинокое благоухающее дерево», Ильяс Эфендиев), Азадя Ханум («Безумная и умная», Ильяс Эфендиев), Соня («Я тебе говорил», Анар), Фирангиз («Тахмина и Заур», Анар), Анна («На дне жизни», Максим Горький), Рея («Ромул Великий», Ф. Дюрренматт), Тереза («Отель Биганель», Рустам Ибрагимбеков), Асмар («Грех», Р.Ализаде), Ниса Ханум («Визирь Лянкяранского хана», Мирза Фатали Ахундзаде), Марал («Без тебя», Шихали Гурбанов), Надида («Кровавая Нигяр», Садыг Шандил), Айсулу («Ночь памяти Сократа», Чингиз Айтматов и Мухтар Шаханов), Арвад («Мой муж сумасшедший» («Диагноз Д»), Гульзар («Призрак на почте», Эльчин), Севяр («Люди мира сего», Хидаят Оруджев), Ева («Богатая женщина», Али Амирли), Раиса («Месенат», Али Амирли), Нигяр («Кровавая Нигяр», Садик Шандил), Кербалаи Фатманиса («Алмаз», Джафар Джаббарлы) и др.
Фирангиз Муталлимова сыграла различные роли в более чем двадцати телешоу Азербайджанского государственного телевидения. Среди них Гюльнар («Я ищу тебя», «Прости», «Я не знаю о тебе», Аслан Кахраманов), Маржан («Та, кто ломает дома», Анар), Мать и девочка («Не могу забыть»), Назан («Незнакомая девушка», Орхан Кямаль), Алмаз («Топал Теймур», Гусейн Джавид), Алмаз («Окулист», Ислам Сафарли), Гюнай («С тобой и без тебя»). ", Марат Хагвердиев) и др.
Фирангиз Муталлимова была замужем за азербайджанцем из Ирана, проживавшим в Европе, расторгла этот брак по собственному желанию.

## Награды
- Заслуженный артист Нахичеванской Автономной Республики — 1986 г.
- Заслуженный артист Азербайджанской Республики — 1991 г.
- Народный артист Азербайджанской Республики — 2000 г.
- Президентская премия — 9 мая 2012 г., 30 апреля 2014 г.[2], 6 мая 2015 г.[3], 6 мая 2016 г.[4], 1 мая 2017 г.[5] и 9 мая 2018 г.[6]
- премия Джафара Джаббарлы — 2017 г.[7][8]
- Персональный пенсионер президента Азербайджанской Республики→ — 10 мая 2019 г.[9]

## Фильмография
1. Аджилар битмез (фильм, 2009) (полнометражный художественный фильм) — роль: Сыдыка
2. Будь человеком! (фильм, 2005) (полнометражный художественный фильм) — роль: Фиренгиз
3. Будь человеком! 3 (фильм, 2007) (полнометражный художественный фильм) (Лидер ТВ)
4. Юаджанаглар (фильм, 2009)
5. Прости (фильм, 1983)
6. Праздничный вечер (фильм, 2017)
7. Белая жизнь (фильм, 2003)
8. Украли жениха (фильм, 1985)
9. Наша странная судьба (фильм, 2005)
10. Диссертация (фильм, 1979)
11. Небоскреб сносит дома (фильм, 2010)
12. Двор сквозь дома (фильм, 1982)
13. Один из семи сыновей (фильм, 2007)
14. Офтальмолог (фильм)
15. Гюллялянмиш хейкялляр (фильм, 2002)
16. Женщина-дьявол (фильм, 1995)
17. Ждите знака с моря (фильм, 1986)
18. Крепость (фильм, 2008)
19. Пора седлать коней (фильм, 1985)
20. Старики, старики… (фильм, 1982)
21. Мой белый город (фильм, 1993)
22. Машади Ибад-94 (фильм, 2005) — Доктор
23. Премия (фильм, 2004)
24. Дороги жизни (фильм, 1982)
25. Сабигляр (фильм, 1999)
26. Новые приключения бывших (фильм, 2000)
27. Без твоего ведома (фильм, 1985)
28. Ищу тебя (фильм, 1981)
29. Мы ищем тебя… (фильм, 2013)
30. Топал Теймур (фильм, 1983)
31. Незнакомая девушка (фильм, 1990)
32. После дождя (фильм, 1998)
33. Яшадан, яшаян Яшар (фильм, 2012)
34. Баджанаглар(сериал, 2009)